# 全国町村議会議長会
全国町村議会議長会（ぜんこくちょうそんぎかいぎちょうかい、英称 : National Association Chairpersons of Town and Village Assemblies）は、各都道府県町村議会議長会との連絡・協調並びに全国の町村議会の円滑な運営及び地方自治の振興・発展に寄与することを目的とした、町村議会議長による全国的連合組織。地方六団体の一つ。

## 歴代会長
| 代   | 名前     | 在任期間                      | 所属                   |
| ---- | -------- | ----------------------------- | ---------------------- |
| 初代 | 斎藤邦雄 | 1949年11月9日 - 1953年7月24日 | 静岡県富士川町議会議長 |
| 2代  | 辻龍太郎 | 1953年7月24日 - 1954年7月12日 | 大阪府石切町議会議長   |
| 3代  | 岡田徳輔 | 1954年11月9日 - 1958年7月11日 | 埼玉県蕨町議会議長     |
| 4代  | 須川勝造 | 1958年8月18日 - 1961年6月30日 | 大分県佐賀関町議会議長 |
| 5代  | 石田真宗 | 1961年7月25日 - 1963年7月24日 | 福島県大熊町議会議長   |
| 6代  | 前田春市 | 1963年7月25日 - 1965年7月22日 | 北海道江部乙町議会議長 |
| 7代  | 内山正盛 | 1965年7月22日 - 1967年4月30日 | 福岡県田主丸町議会議長 |
| 8代  | 山田宗一 | 1967年7月20日 - 1971年3月10日 | 石川県鹿島町議会議長   |
| 9代  | 柴田嗣郎 | 1971年7月14日 - 1972年7月19日 | 岩手県岩手町議会議長   |
| 10代 | 井上隆夫 | 1972年7月20日 - 1973年7月26日 | 北海道下川町議会議長   |
| 11代 | 関川功   | 1973年7月26日 - 1975年4月1日  | 佐賀県牛津町議会議長   |
| 12代 | 岡本茂   | 1975年7月24日 - 1977年7月27日 | 和歌山県川辺町議会議長 |
| 13代 | 原幸雄   | 1977年7月27日 - 1979年4月30日 | 埼玉県神川村議会議長   |
| 14代 | 原口栄弘 | 1979年7月25日 - 1981年7月22日 | 福岡県川崎町議会議長   |
| 15代 | 野村政夫 | 1981年7月22日 - 1983年3月7日  | 滋賀県栗東町議会議長   |
| 16代 | 片野三郎 | 1983年7月27日 - 1985年7月24日 | 北海道清水町議会議長   |
| 17代 | 合田司郎 | 1985年7月24日 - 1987年4月3日  | 高知県大川村議会議長   |
| 18代 | 関孝一郎 | 1987年7月22日 - 1989年7月21日 | 新潟県大和町議会議長   |
| 19代 | 中下敏雄 | 1989年7月26日 - 1991年7月25日 | 広島県音戸町議会議長   |
| 20代 | 東保孝   | 1991年7月25日 - 1992年4月10日 | 奈良県大淀町議会議長   |
| 21代 | 佐藤進   | 1992年5月8日 - 1993年7月28日  | 長野県楢川村議会議長   |
| 22代 | 杉田彌平 | 1993年7月28日 - 1995年7月26日 | 埼玉県江南町議会議長   |
| 23代 | 濱口繁一 | 1995年7月26日 - 1997年7月23日 | 長崎県長与町議会議長   |
| 24代 | 村松康彦 | 1997年7月23日 - 1999年4月29日 | 静岡県森町議会議長     |
| 25代 | 大谷忠志 | 1999年7月27日 - 2001年7月25日 | 山形県遊佐町議会議長   |
| 26代 | 安原保元 | 2001年7月25日 - 2003年7月23日 | 広島県神辺町議会議長   |
| 27代 | 中川圭一 | 2003年7月23日 - 2005年7月26日 | 京都府園部町議会議長   |
| 28代 | 川股博   | 2005年7月26日 - 2007年7月24日 | 北海道由仁町議会議長   |
| 29代 | 原伸一   | 2007年7月24日 - 2009年6月1日  | 福岡県赤村議会議長     |
| 30代 | 野村弘   | 2009年7月22日 - 2011年4月30日 | 長野県上松町議会議長   |
| 31代 | 高橋正   | 2011年7月20日 - 2013年7月17日 | 群馬県榛東村議会議長   |
| 32代 | 蓬清二   | 2013年7月17日 - 2015年7月16日 | 香川県直島町議会議長   |
| 33代 | 飯田德昭 | 2015年7月16日 - 2017年7月12日 | 三重県朝日町議会議長   |
| 34代 | 櫻井正人 | 2017年7月12日 - 2019年7月17日 | 宮城県利府町議会議長   |
| 35代 | 松尾文則 | 2019年7月17日 - 2021年7月6日  | 佐賀県有田町議会議長   |
| 36代 | 南雲正   | 2021年7月6日 - 2023年7月12日  | 新潟県湯沢町議会議長   |
| 37代 | 渡部孝樹 | 2023年7月12日 - 現職          | 北海道厚真町議会議長   |